# 사토 교
사토 교(일본어: 佐藤 響, 2000년 3월 21일~)는 일본의 축구 선수이다.

## 구단 경력
그는 2022년 J1리그의 사간 도스에 입단했다. 2022년 6월 교토 상가 FC로 이적했다.